# Вальтер, Гельмут
Ге́льмут Ва́льтер (нем. Hellmuth Walter; 26 августа 1900 года — 16 декабря 1980 года) — немецкий инженер-двигателист. Конструктор и изобретатель одноимённых жидкостных реактивных двигателей (ЖРД) «Вальтер», основатель двигательных систем подводных лодок, использующих «цикл Вальтера». Один из ведущих сотрудников (разработка модельных двигателей и турбонасосных агрегатов (ТНА) по ЖРД ракетной научной группы Вернера фон Брауна.
Заслугой Гельмута Вальтера была разработка первых ЖРД на однокомпонентном топливе и производство первых в мире серийных ЖРД. В истории создания подводных лодок заслугой Вальтера была разработка технологий судостроения, которые легли в основу проектов атомных подводных лодок (АПЛ).

## Биография
После окончания технического училища в 1923 году, Вальтер начинает работать на Гамбургских верфях концерна «Вулкан».
В конце 1925 года Вальтер переходит на работу в Берлине — в армейский центр вооружений (Heereswaffenamt), где занимается разработками реактивных систем «Flugabwehrgeräte» для ПВО.
В 1930 году Вальтер заканчивает ранее начатую и теоретически обоснованную работу по созданию жидкостно-реактивных двигателей (ЖРД), использующих новое однокомпонентное топливо — пероксид водорода (H2O2). Одновременно Вальтер исследует возможность применения парогазовой смеси, как продукта разложения пероксида водорода для использования в паровых турбинах.
В 1933 году Вальтер по заданию морского отдела рейсхвера разрабатывает первые парогазовые турбины, работающие с дожиганием жидкого органического топлива в продуктах каталитического разложения пероксида водорода, а в 1934 году Вальтер демонстрирует морскому отделу экспериментальную парогазовую турбину для подводных лодок.
В 1935 году Вальтер переезжает в Киль, где 1 июля 1935 года создает собственную научно-производственную фирму «Инженерное бюро Гельмута Вальтера» («Ingenieurbüro Hellmuth Walter»).
В 1936 году построена и испытана подводная лодка для отработки цикла Вальтера на пероксиде водорода.
Оказалось, что ранее известные принципы строительства подводных лодок не подходят для лодок с установками Вальтера из-за несовершенной на больших скоростях подводного движения старой аэродинамической конфигурации прочного корпуса и надстроек. Для новых быстроходных лодок требовалась новая аэродинамика (гидродинамика), которая будучи апробирована на лодках Вальтера перекочевала в область строительства атомных АПЛ.
В 1937 году было принято решение проектировать новую скоростную подводную лодку со скоростью в 25 узлов. Для развития новых двигательных установок Вальтер получает производственные площади возле Киля (Tannenberg).
Предприятие Вальтера выпускало широчайшую гамму двигателей на пероксиде водорода от ЖРД до ПГТУ различнейшего назначения: двигатели для авиационных и зенитных ракет, стартовые ускорители для самолётов и ракет, двигатели для подводных лодок, торпед, торпедных катеров.
После окончания Второй мировой войны Вальтер по требованию британских властей продолжает работу над ПГТУ подводных лодок, восстанавливая одну из затопленных подлодок с силовыми агрегатами своей конструкции.
В 1948 году Вальтер эмигрирует в США, где занимается преподаванием, а, получив в 1960 году американское гражданство, получает работу в корпорации Уорчингтон, Нью-Джерси (Worthington Corporation in Harrison, New Jersey), и скоро достигает должности вице-президента.
Доктор Гельмут Вальтер был автором более чем 200 изобретений в разных областях техники.